# Lucille Feremans
Lucille Feremans, (Temse, 29 mei 1950) is een Vlaamse foto-kunstenaar, sinds 1975 werkzaam in Temse.   

## Biografie
In de jaren 70 volgde Lucille Feremans als autodidact fotograaf haar overleden vader Gaston Feremans (1921-1964) op in de platen- en fotozaak van haar moeder. Sinds jeugdige leeftijd fotografeert zij. Na de lagere humaniora volgde zij in het ACBE te Antwerpen een beroepsopleiding fotografie en liep stages bij Agfa-Gevaert te Mortsel. Ook nam ze deel aan stages en voordrachten in het buitenland. Ze specialiseerde zich in portret-, publiciteit- en modefotografie. Feremans maakte vrije series en gaf ruim 40 individuele tentoonstellingen.
Haar werk met de Polaroidcamera is opgenomen in de Polaroid Collection, Boston (Massachusetts). Haar collagereeks Splitographys (1987) bevindt zich in het Collage Museum, Verbeke Foundation in Kemzeke. Zij gaf masterclasses en lezingen in West-Europa en Azië.
Feremans behaalde prijzen in binnen- en buitenland. In 2006 kreeg ze de titel van Master Qualified European Photographer. In 2019 kreeg Feremans een ‘Lifetime Achievement Award’ van de vzw Studio, een Vlaamse vereniging voor beroepsfotografen.

## Boek
- (en) Alfons Boesmans, Barbara Hitchcock, Takyua Tsukahara, Lucille Feremans - Watch me, Uitgeverij Stichting Kunstboek, 2014 ISBN 978-90-5856-496-2

## Curator
Between Black and White, 2010 Dacca Loft, Temse

## Awards
- 2024 FEP Photo Book Prize Portrait Category Winner is WATCH ME
- 2019 Lifetime Achievement Award, uitgereikt door vzw Studio[10]
- 2010 FEP European Photographer of the Year, GOLD Award Reportage Category
- 2009 FEP European Fine Art Photographer of the Year
- 2006 FEP MQEP- Master Qualified European Photographer

## Tentoonstellingen (selectie)
- Polaroid ['eseis] 2020
- Watch Me 2016 Gemeentemuseum, Temse
- Velata
  - 2008 Wereldtentoonstelling, Zaragossa, Spanje[12]
  - 2008 Flanders Centre, Osaka, Japan
- Torsos 2004 Unizo Regio Waasland, St.-Niklaas
- Body Visions 2001-2004, Fotografie Circuit Vlaanderen[13]
- Timeless Pictures 2001, Retrospectieve, Dacca Loft, Temse[14][15]
- Talking Hats
  - 2000 Modemuseum Hasselt[16][17]
  - 2003 Kodak Photo Salon, Tokio, Japan[18]
  - 2005 Expo 2005, Nagoya, Japan[19]
  - 2005 Flanders Centre, Osaka, Japan
  - 2005 Cultureel Centrum Nagakute, Nagakute, Japan
  - 2007 Leo Baekeland, Cultuurkapel, Gent
- Nudes, 1999, Internationaal Fotofestival, Scharpoord, Knokke[20]
- Twenty Five, 1995
- Naga
  - 1986 Gemeentemuseum, Temse
  - 1987 Salons Ricard, Straatsburg
- Cibachromes, 1981

## Groepstentoonstellingen
- 1977  Maison Européenne de la Photographie, Chalon-sur-Saône, Frankrijk
- 1978  Internationale Biennale Beograd, former Yougoslavia
- 1996  Silver Aniversary Exhibition Colour Art, Lillehammer, Noorwegen
- 1999 Le Plat Pays, Rencontres Internationales de la Photographie d'Arles, Frankrijk[21]
- 2010  Lof Der Zotheid, Zwijgershoekmuseum, Sint-Niklaas, België
- 2015  Aardenburgse Zomerkunsten, Op Stap Met Vincent, Nederland

- PIC: 321987
- RKD-Nederlands Instituut voor Kunstgeschiedenis: 207500